# Мичъл Дюк
Мичъл Томас Дюк (на английски: Mitchell Thomas Duke) роден на 20 декември 1993 година в Ливърпул, Нов Южен Уелс, Австралия е австралийски футболист, който играе на поста нападател. Състезател на втородивизионния японски Фаджано (Окаяма) и националния отбор на Австралия.

## Постижения

### Сентръл Коуст Маринърс
- Шампион на Австралия (1): 2012/13